# Madregolo
Madregolo è una piccola frazione del comune di Collecchio, in provincia di Parma.
La località dista 4,69 km dal capoluogo.

## Origini del nome
La località era chiamata originariamente Macretulo, poi Matricule, dal latino Vicus Mecritulus, ossia "luogo magro, poco fertile", per contrapporla alla vicina Vicofertile, dal latino Vicus Fertilis, ossia "villaggio fertile"; ciò era dovuto alla vicinanza col fiume Taro, che spesso ne inondava il territorio, poco adatto dunque alle coltivazioni stanziali.

## Storia
Il territorio madregolese risultava abitato già durante l'età del bronzo; a testimonianza di ciò si conservano alcune tracce di un villaggio palafitticolo nella zona in seguito nota come "Toriazzo".
La zona era sicuramente abitata anche in epoca romana: le suddivisioni delle terre e la rete viaria ricalcano ancora lo schema geometrico dell'antica centuriazione.
In epoca altomedievale un primo insediamento sorse nella zona nota come Garfagnana, posta nei pressi del fiume Taro, che all'epoca scorreva molto più a occidente; tale territorio fu menzionato per la prima volta il 15 giugno 835 nel testamento della regina Cunegonda, vedova del re dei Longobardi Bernardo.
La più antica testimonianza dell'esistenza del borgo di Macritule risale invece al 935, quando fu citato in un atto notarile.
L'importanza della zona, assegnata nel X secolo all'autorità vescovile di Parma e confermata nel suo possesso il 5 aprile 989 dall'imperatore del Sacro Romano Impero Ottone III di Sassonia, crebbe grazie alla presenza del guado sul fiume della Via Francigena, percorsa da numerosi pellegrini diretti a Roma dal nord Europa; per questo vi furono edificati la prima pieve romanica e il castello, esistente già nell'XI secolo.
Il borgo di Magritule fu successivamente citato il 6 settembre 1000, quando la contessa Ferlinda, figlia di Bertario, donò ai canonici del capitolo della Cattedrale di Parma varie proprietà, tra cui alcuni terreni posti nella zona.
Nel 1081 l'imperatore del Sacro Romano Impero Enrico IV di Franconia confermò i diritti su Madregolo ai canonici del capitolo della Cattedrale di Parma Everardo.
Tra la fine dell'XI secolo e gli inizi del XII l'antico borgo di Garfagnana, a causa della vicinanza col fiume, fu completamente distrutto dalle sue acque, che rasero al suolo anche la pieve di San Martino; gli abitanti si spostarono a Madregolo, ove edificarono anche una nuova chiesa.
Verso la fine del XIV secolo la diocesi assegnò ad Antonio Biancardo o a suo figlio Ugolotto il feudo; nel 1404 i Rossi assaltarono il castello, espugnandolo, ma pochi giorni dopo, in seguito alla conquista del castello di Felino da parte di Ottobuono de' Terzi, il Biancardo rientrò in possesso del forte, ove morì nel 1408.
L'anno seguente il maniero fu occupato dalle truppe del marchese di Ferrara Niccolò III d'Este, che lo assegnò ai conti Sanvitale. Nel 1420 Niccolò III cedette in cambio di Reggio Parma e il suo territorio al duca di Milano Filippo Maria Visconti, che nel 1421 intimò a Giberto e Gianmartino Sanvitale l'immediata distruzione del castello.
Nel 1495, durante la battaglia di Fornovo, le truppe milanesi comandate dal conte di Caiazzo Gianfrancesco Sanseverino posero il campo a Madregolo.
In seguito la zona, grazie a canalizzazioni e arginature, fu messa in sicurezza dal punto di vista idraulico, favorendo lo sviluppo della frazione, oggi sede di attività artigianali, agricole e industriali.

## Monumenti e luoghi d'interesse

### Chiesa di San Martino

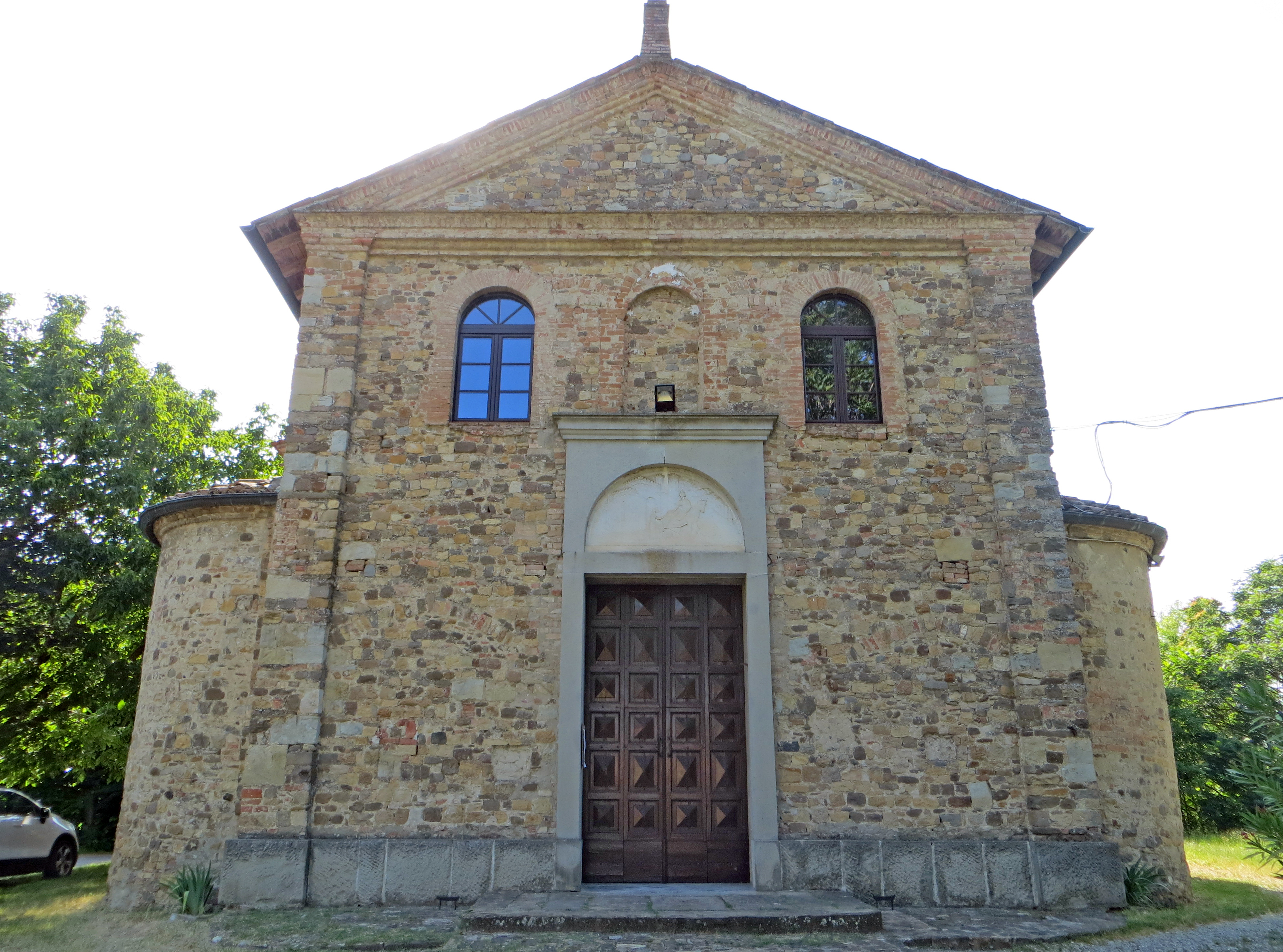
Facciata della chiesa di San Martino

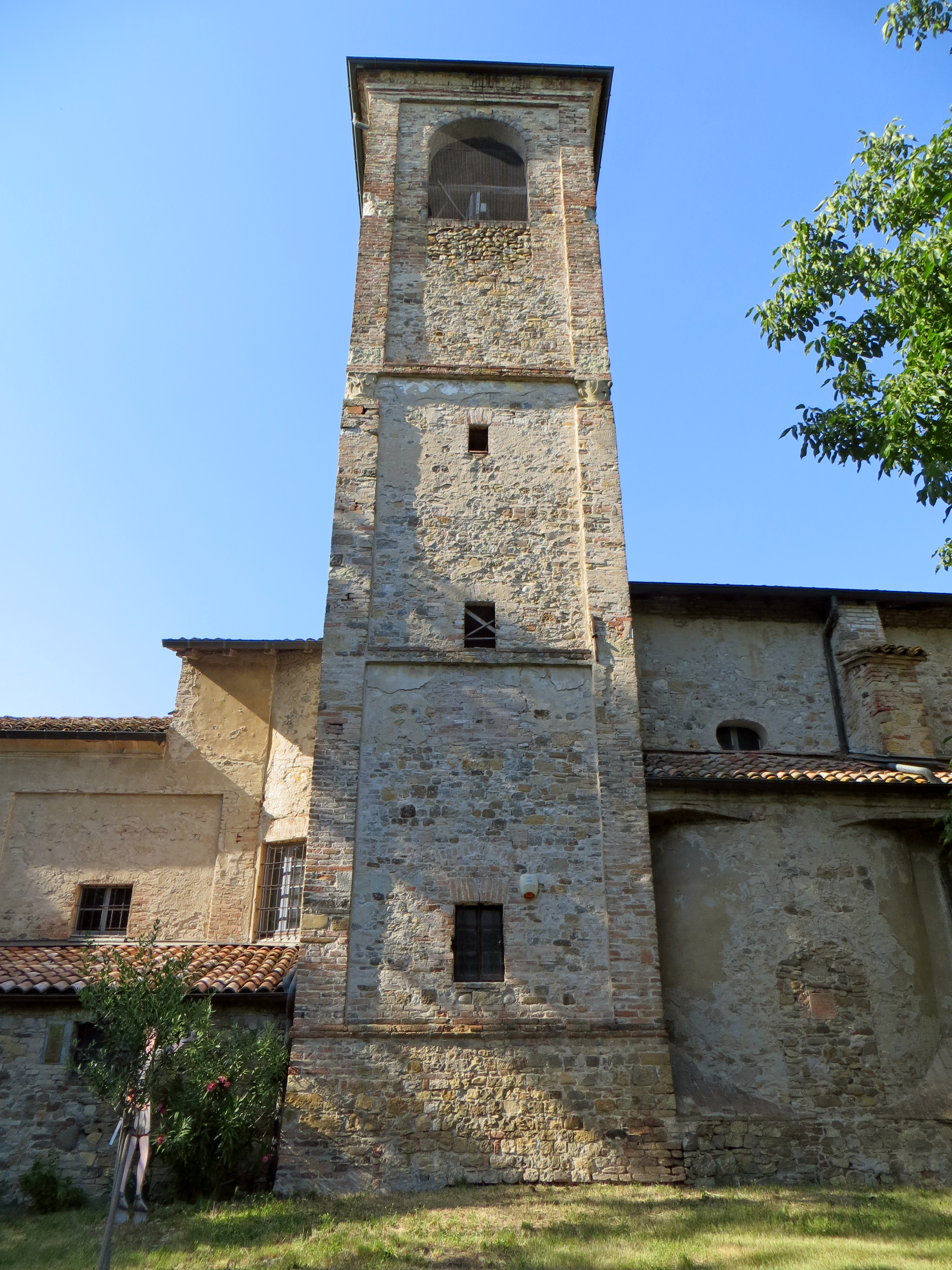
Campanile della chiesa di San Martino

Edificata probabilmente nel XII secolo, dopo la distruzione della pieve di Garfagnana a causa di una rovinosa piena del fiume Taro, la chiesa romanica fu quasi completamente ricostruita in stile barocco nel 1636, riutilizzando parte dei materiali dell'antico edificio; il tempio conserva, murati negli spigoli del campanile, quattro capitelli raffiguranti gli Evangelisti, risalenti al XII secolo; all'interno sono inoltre presenti vari dipinti seicenteschi, settecenteschi e ottocenteschi, tra cui la pala rappresentante San Martino e il povero.

### Castello
Donato nel 1081 da Enrico IV di Franconia alla Diocesi di Parma, il castello fu assegnato verso il 1400 al condottiero Ugolotto Biancardo e nel 1409 ai conti Sanvitale; acquisito dai Terzi nel 1421 grazie all'intervento di Filippo Maria Visconti, fu successivamente abbattuto per ordine del Duca; ricostruito probabilmente nei decenni seguenti e utilizzato come accampamento durante la battaglia di Fornovo del 1495, fu forse successivamente distrutto da un incendio; secondo alcune ipotesi sui suoi resti fu edificata la corte dei Torrioni, ma secondo altre la fortezza originaria sarebbe sorta più a nord, lungo strada Castellarso, oppure in corrispondenza dell'odierno alveo del fiume Taro.

### Corte dei Torrioni

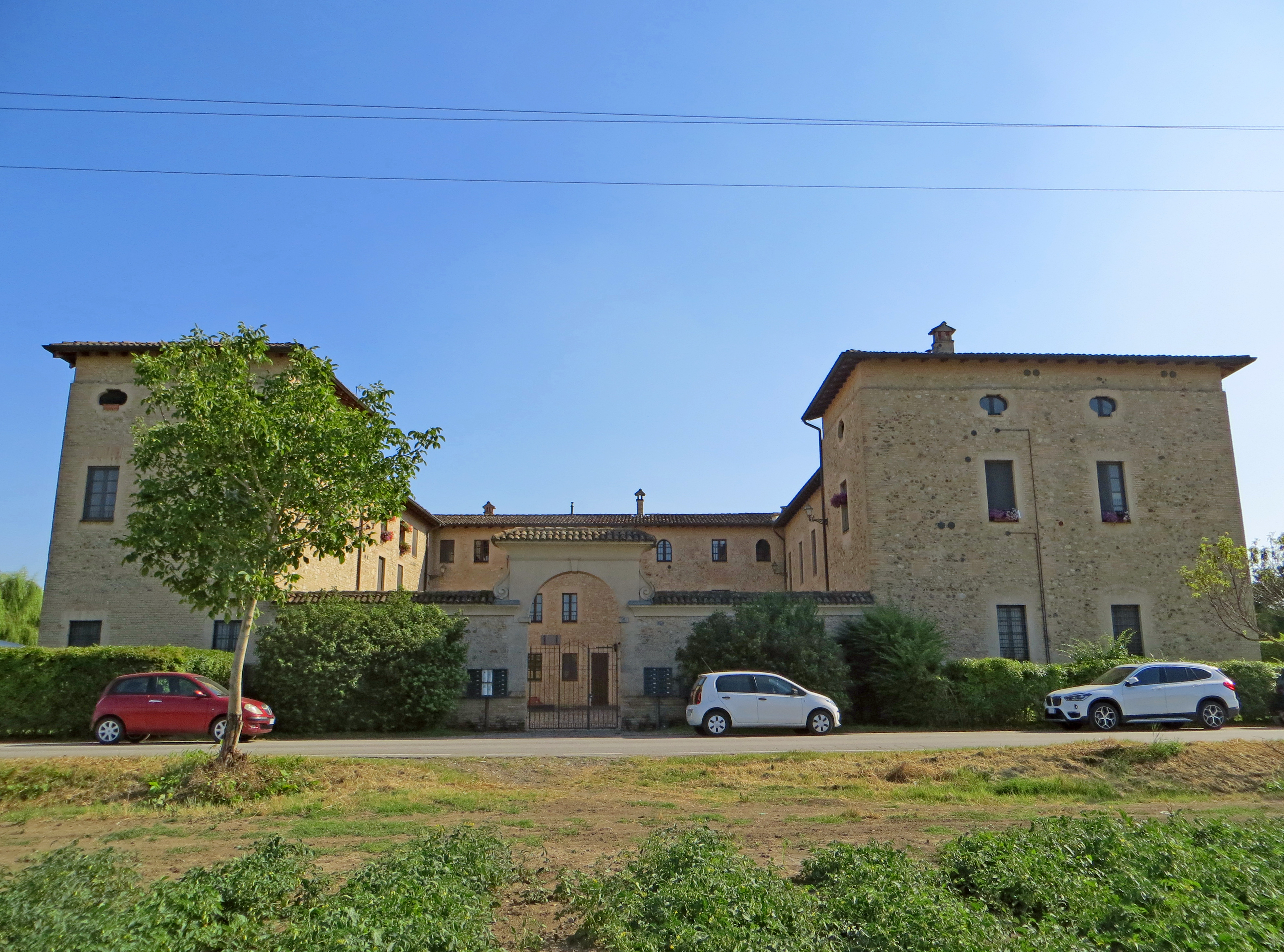
Corte dei Torrioni

Costruita secondo alcune ipotesi sui resti dell'antico castello, la corte rurale fortificata, nota anche come "Il Torrione", fu completamente restaurata agli inizi del XXI secolo e trasformata in edificio residenziale; caratterizzata dalla presenza di due torri, la struttura in pietra poggia su fondamenta probabilmente cinquecentesche.